# Ramona Parra
Ramona Aurelia Parra Alarcón (28 de mayo de 1926-28 de enero de 1946) fue una joven chilena, militante del Partido Comunista de aquel país. Fue asesinada por fuerzas policiales del estado a sus 19 años durante una manifestación en Santiago el año 1946, conocida como  la "Masacre de la Plaza Bulnes".

## Biografía

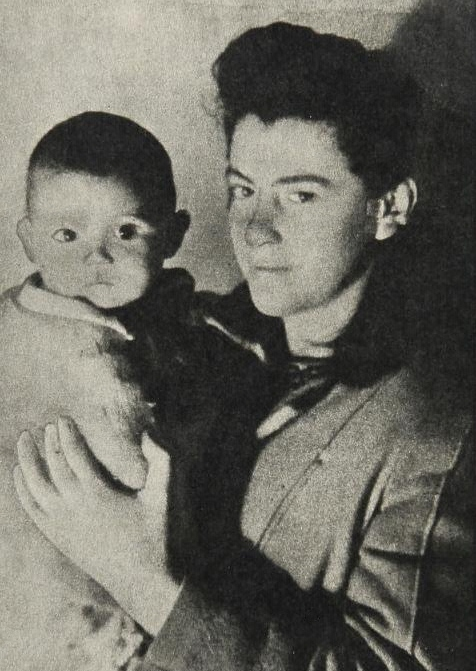
Ramona Parra un año antes de su muerte, con el hijo de una compañera de trabajo.

Hija de Manuel Parra y Aurelia Alarcón. Ramona Parra realizó sus estudios primarios en las Monjas Carmelitas.
Se unió a las Juventudes Comunistas el 15 de enero de 1944, junto a sus hermanas Flor, Olga e Irma.
Ingresó en el Instituto Superior de Comercio para estudiar Contabilidad. En 1945 entró a trabajar en Laboratorios Recalcine y continuó los estudios en cursos vespertinos. No alcanzó a titularse.
En las Juventudes Comunistas trabajó en la Comisión de Propaganda, mientras que en su trabajo en Recalcine, se unió a su sindicato.
A principios de 1946, una huelga de los trabajadores del salitre de las oficinas Mapocho y Humberstone es reprimida por el gobierno de Alfredo Duhalde, lo que provoca un quiebre con la Confederación de Trabajadores de Chile, siendo convocada una manifestación en la Plaza Bulnes de Santiago el día 28 de enero de 1946. Durante esta, se produjeron enfrentamientos con Carabineros, quienes dispararon armas de fuego contra la muchedumbre. Ramona Parra recibió un disparo en su cabeza, falleciendo en la Posta Central 15 minutos después.

## Homenajes
En la década del 60 surgen las Brigadas Ramona Parra en su homenaje. En 1970, Víctor Jara le dedica una Canción titulada BRP, con música de Celso Garrido y letra del propio Víctor Jara.

### Poesía
Pablo Neruda escribió en el poema Los Llamo.

Ramona Parra, joven 
estrella iluminada, 
Ramona Parra, frágil heroína, 
Ramona Parra, flor ensangrentada, 
amiga nuestra, corazón valiente, 
niña ejemplar, guerrillera dorada:
juramos en tu nombre continuar esta lucha 
para que así florezca tu sangre derramada.
(fragmento)